# I. e. 205
Évszázadok: i. e. 4. század – i. e. 3. század – i. e. 2. század
Évtizedek: i. e. 250-es évek – i. e. 240-es évek – i. e. 230-as évek – i. e. 220-as évek – i. e. 210-es évek – i. e. 200-as évek – i. e. 190-es évek – i. e. 180-as évek – i. e. 170-es évek – i. e. 160-as évek – i. e. 150-es évek
Évek: i. e. 210 – i. e. 209 – i. e. 208 – i. e. 207 –  i. e. 206 – i. e. 205 – i. e. 204 – i. e. 203 – i. e. 202 – i. e. 201 – i. e. 200

## Események

### Hellenisztikus birodalmak
- III. Antiokhosz szeleukida király délnyugat felé hazaindul keleti hadjáratól. A Perzsa-öböl partján, Perszisz tartományban a gazdag Gerrha kereskedőváros 500 talentumnyi ezüstöt fizet neki adóként.
- Antiokhosz hazaérkezik fővárosába. Több éves hadjárata során megregulázta lázadozó szatrapáit Anatólia, Média és Perzsia tartományokban, uralma alá vetette a pártusokat és a Görög-Baktriai királyságot. Antiokhosz felveszi a perzsa "nagykirály" címet és a Nagy melléknevet (Antiokhosz Megasz).
- V. Philipposz makedón király békét köt a rómaiakkal, véget vetve az első római-makedón háborúnak. A makedónok megtarthatják illíriai hódításaikat, de felmondják szövetségüket Hanniballal és feladják a további nyugati terjeszkedést.
- A rómaiakkal való békekötés után Nabisz spártai király az Akháj Szövetségre támad. A szövetség vezetője, Philopoimén kiűzi a spártaiakat Messzénéből.
- V. Philipposz nagy flottát épít és kelet felé terjeszkedve hadat üzen Rodosznak. Elkezdődik a krétai háború, egyik oldalon a makedónok, az Aitóliai Szövetség, néhány krétai város és spártai kalózok; a másikon Rodosz, később Pergamon, Büzantion, Küzikosz, Athén és Knósszosz.
- Az egyiptomiak fellázadnak a görög uralkodó osztály ellen. A felkelés Felső-Egyiptomra is átterjed.

### Róma
- Publius Cornelius Scipiót és Publius Licinius Crassus Divest választják consulnak.
- A második pun háborúban Scipio merész tervvel hozakodik elő, nem törődve az Itáliát dúló Hanniballal, át akar kelni Észak-Afrikába, hogy Karthágó saját területére vigye a háborút. A szenátus ellenzi elképzelését és nem biztosít számára hadsereget. Scipio önkéntesekből gyűjt sereget és átkel Szicíliába.
- Quintus Pleminius propraetor visszafoglalja Locrit Hannibaltól, aki a város felé indul, de Scipio közeledtére feladja tervét.
- Scipio előreküldi Caius Laeliust Észak-Afrikába az invázió előkészítésére.
- Mago Barca partra száll Liguriában és elfoglalja Genuát és Saonát.

## Halálozások
- Csang Han, kínai hadvezér
- Indibilis, a hispániai ilergetes törzs királya

## Fordítás
- Ez a szócikk részben vagy egészben  a(z)   205 BC című angol Wikipédia-szócikk ezen változatának fordításán alapul.  Az eredeti cikk szerkesztőit annak laptörténete sorolja fel. Ez a jelzés csupán a megfogalmazás eredetét és a szerzői jogokat jelzi, nem szolgál a cikkben szereplő információk forrásmegjelöléseként.